# Кларисса Чун
Кларисса Чун (англ. Clarissa Chun; нар. 27 серпня 1981, Гонолулу, Гаваї) — американська борчиня вільного стилю, чемпіонка світу, триразова чемпіонка та триразова призерка Панамериканських чемпіонатів, срібна призерка Панамериканських ігор, бронзова призерка Олімпійських ігор. 
Боротьбою займається з 1998 року. 

## Виступи на Олімпіадах
| Змагання                    | Збірна | Вагова категорія | Місце  |
| --------------------------- | ------ | ---------------- | ------ |
| Літні Олімпійські ігри 2008 | США    | 48 кг            | 5      |
| Літні Олімпійські ігри 2012 | США    | 48 кг            | Бронза |

## Виступи на Чемпіонатах світу
| Змагання                        | Збірна | Вагова категорія | Місце  |
| ------------------------------- | ------ | ---------------- | ------ |
| Чемпіонат світу з боротьби 2000 | США    | 46 кг            | 13     |
| Чемпіонат світу з боротьби 2008 | США    | 48 кг            | Золото |
| Чемпіонат світу з боротьби 2009 | США    | 48 кг            | 9      |
| Чемпіонат світу з боротьби 2011 | США    | 48 кг            | 7      |
| Чемпіонат світу з боротьби 2012 | США    | 48 кг            | 9      |

## Виступи на Панамериканських чемпіонатах
| Змагання                                   | Збірна | Вагова категорія | Місце  |
| ------------------------------------------ | ------ | ---------------- | ------ |
| Панамериканський чемпіонат з боротьби 2000 | США    | 46 кг            | Срібло |
| Панамериканський чемпіонат з боротьби 2001 | США    | 46 кг            | Срібло |
| Панамериканський чемпіонат з боротьби 2002 | США    | 48 кг            | Бронза |
| Панамериканський чемпіонат з боротьби 2008 | США    | 48 кг            | Золото |
| Панамериканський чемпіонат з боротьби 2009 | США    | 48 кг            | Золото |
| Панамериканський чемпіонат з боротьби 2010 | США    | 48 кг            | Золото |

## Виступи на Панамериканських іграх
| Змагання                  | Збірна | Вагова категорія | Місце  |
| ------------------------- | ------ | ---------------- | ------ |
| Панамериканські ігри 2011 | США    | 48 кг            | Срібло |

## Виступи на Кубках світу
| Змагання                    | Збірна | Вагова категорія | Місце |
| --------------------------- | ------ | ---------------- | ----- |
| Кубок світу з боротьби 2001 | США    | 46 кг            | 4     |
| Кубок світу з боротьби 2004 | США    | 48 кг            | 4     |
| Кубок світу з боротьби 2009 | США    | 48 кг            | 5     |
| Кубок світу з боротьби 2011 | США    | 48 кг            | 7     |
| Кубок світу з боротьби 2012 | США    | 48 кг            | 5     |

## Виступи на інших змаганнях
| Змагання                                                | Збірна | Вагова категорія | Місце  |
| ------------------------------------------------------- | ------ | ---------------- | ------ |
| Олімпійський кваліфікаційний турнір 2012                | США    | 48 кг            | Золото |
| Міжнародний турнір Ньюйоркського атлетичного клубу 2010 | США    | 48 кг            | Золото |
| Міжнародний турнір Ньюйоркського атлетичного клубу 2011 | США    | 48 кг            | Срібло |
| Міжнародний меморіал Дейва Шульца 2000                  | США    | 46 кг            | Золото |
| Міжнародний меморіал Дейва Шульца 2004                  | США    | 48 кг            | 4      |
| Міжнародний меморіал Дейва Шульца 2008                  | США    | 48 кг            | Срібло |
| Золотий Гран-прі з боротьби 2014                        | США    | 48 кг            | Бронза |
| Гран-прі Туркуена 2011                                  | США    | 48 кг            | Срібло |
| Гран-прі Німеччини з боротьби 2010                      | США    | 48 кг            | Бронза |
| Відкритий чемпіонат Польщі з боротьби 2011              | США    | 48 кг            | Золото |
| Відкритий чемпіонат Монголії з боротьби 2012            | США    | 48 кг            | 5      |
| Klippan Lady Open 2003                                  | США    | 48 кг            | 4      |
| Klippan Lady Open 2006                                  | США    | 48 кг            | Срібло |
| Klippan Lady Open 2007                                  | США    | 48 кг            | 5      |
| Klippan Lady Open 2014                                  | США    | 48 кг            | 11     |
| Austrian Ladies Open 2000                               | США    | 46 кг            | Бронза |
| Sunkist Kids International Open 2010                    | США    | 48 кг            | Срібло |
| Чемпіонат світу з боротьби серед студентів 2004         | США    | 48 кг            | 4      |